# Królestwo Czech na Letnich Igrzyskach Olimpijskich 1900
Na Letnich Igrzyskach Olimpijskich 1900 w Paryżu Królestwo Czech wysłało niezależną, liczącą siedmioro sportowców reprezentację (6 mężczyzn i 1 kobieta), choć wówczas była częścią Austro-Węgier. Były to pierwsze igrzyska z udziałem sportowców z Czech. Wówczas reprezentacja zadebiutowała w gimnastyce, kolarstwie, lekkoatletyce i tenisie. Najmłodszym zawodnikiem był gimnastyk František Erben (22 lata 111 dni), zaś najstarszym dyskobol František Janda-Suk (25 lat 244 dni), zdobywca jedynego srebrnego medalu na koncie Bohemii.

## Medale
František Janda-Suk – rzut dyskiem
 Hedwiga Rosenbaumová – tenis, gra pojedyncza kobiet

## Wyniki

### Gimnastyka
Mężczyźni
| Konkurencja            | Zawodnik        | Wynik      | Miejsce |
| ---------------------- | --------------- | ---------- | ------- |
| Wielobój indywidualnie | František Erben | 249 punkty | 32.     |

### Kolarstwo
| Konkurencja | Zawodnik         | Eliminacje | Eliminacje          | Ćwierćfinały          | Ćwierćfinały          | Półfinały             | Półfinały             | Finał                 | Finał                 |
| Konkurencja | Zawodnik         | Czas       | Miejsce             | Czas                  | Miejsce               | Czas                  | Miejsce               | Czas                  | Miejsce               |
| ----------- | ---------------- | ---------- | ------------------- | --------------------- | --------------------- | --------------------- | --------------------- | --------------------- | --------------------- |
| Sprint      | František Hirsch | nieznany   | 4-8 w swoim wyścigu | → Nie awansował dalej | → Nie awansował dalej | → Nie awansował dalej | → Nie awansował dalej | → Nie awansował dalej | → Nie awansował dalej |

### Lekkoatletyka
| Konkurencja                     | Zawodnik            | Eliminacje | Eliminacje         | Półfinały             | Półfinały             | Finał                 | Finał                 |
| Konkurencja                     | Zawodnik            | Wynik      | Miejsce            | Wynik                 | Miejsce               | Wynik                 | Miejsce               |
| ------------------------------- | ------------------- | ---------- | ------------------ | --------------------- | --------------------- | --------------------- | --------------------- |
| Bieg na 100 metrów              | Václav Nový         | nieznany   | 3. w swoim biegu   | → Nie awansował dalej | → Nie awansował dalej | → Nie awansował dalej | → Nie awansował dalej |
| Bieg na 800 metrów              | Ondřej Pukl         | nieznany   | 4/5. w swoim biegu | → Nie awansował dalej | → Nie awansował dalej | → Nie awansował dalej | → Nie awansował dalej |
| Bieg na 1500 metrów             | Ondřej Pukl         |            |                    |                       |                       | nieznany              | 7-9. w swoim biegu    |
| Bieg na 400 metrów przez płotki | Karel Nedvěd        | nieznany   | 3. w swoim biegu   | → Nie awansował dalej | → Nie awansował dalej | → Nie awansował dalej | → Nie awansował dalej |
| Rzut dyskiem                    | František Janda-Suk | 35,04 m    | 2. Q               |                       |                       | 35,14                 | 2.                    |

### Tenis ziemny
| Konkurencja           | Zawodnik                                | Eliminacje                          | Eliminacje            | Półfinały                      | Półfinały        | Finał                  | Finał                  | Klasyfikacja końcowa |
| Konkurencja           | Zawodnik                                | Rywal                               | Wynik                 | Rywal                          | Wynik            | Rywal                  | Wynik                  | Klasyfikacja końcowa |
| --------------------- | --------------------------------------- | ----------------------------------- | --------------------- | ------------------------------ | ---------------- | ---------------------- | ---------------------- | -------------------- |
| Gra pojedyncza kobiet | Hedwiga Rosenbaumová                    | Wolny los                           | Wolny los             | Hélène Prévost                 | P 2:0 (6:1, 6:1) | → Nie awansowała dalej | → Nie awansowała dalej | 3. miejsce           |
| Mikst                 | Hedwiga Rosenbaumová / Archibald Warden | Katie Gillou / Pierre Verdé-Delisle | W 2:1 (6:3, 3:6, 6:2) | Hélène Prévost / Harold Mahony | P 0:2 (3:6, 0:6) | → Nie awansowali dalej | → Nie awansowali dalej | 3. miejsce           |